# 法夫公爵
法夫公爵（英語：Duke of Fife）是一個聯合王國貴族爵位，1889年第六代法夫伯爵亞歷山大·達夫受晉升為公爵。

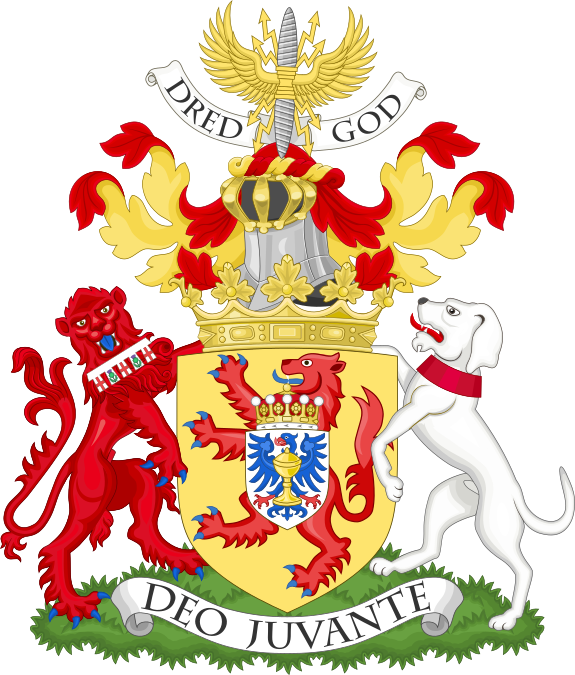

此爵位原本如同其他貴族爵位僅允許男性繼承。由於亞歷山大·達夫無子，1900年此爵位再次冊封並允許女性繼承。

## 頭銜持有人
- 亞歷山大·達夫，第一代法夫公爵
- 亞歷山德拉公主，第二代法夫女公爵
- 詹姆斯·卡內基，第三代法夫公爵
- 大衛·卡內基，第四代法夫公爵（現任）